# Guillaume Bardin
Guillaume Bardin (1410-) fue un cronista y consejero de Parlamento, fallecido a finales del siglo XV.

## Biografía
Guillaume era hijo de Pierre Bardin, de una antigua familia de Toulouse, también consejero de Parlamento en 1624, autor de diversas obras remarcables para su época, la una sobre el origen de la jurisdicción eclesiástica, otra sobre los privilegios e inmunidades de los monjes, y dos obras pérdidas, la una sobre la autoridad de los obispos y la otra sobre los títulos de las Decretales, y era sobrino de Jean de Bardin, consejero del Parlamento de Toulouse.
Guillaume formó parte del último Parlamento de Toulouse establecido por Carlos VIII de Francia en 1444, figurando en los consejeros clérigos, y se ocupa de escribir una Historia Cronológica, crónica de los sucesos acaecidos en Haut-Languedoc y particularmente de Toulouse, escrita en latín y Guillaume era de una credulidad extrema, y los eruditos historiadores de Languedoc refutan la creación de un Parlamento en Toulouse en 1303 y la celebración del estado de la provincia en la citada villa en 1441.
La crónica de Guillaume abraza los tiempos transcurridos después de 1031 hasta 1454, jamás imprimida en partes, encontrándose fragmentos importantes de la obra que publicó por Dom Vaissette (1685-1756), procurador del rey y benedictino de la Congregación de San Mauro, quien fue a París por su interés por la Historia, trabajando con Claude de Vic en la historia de Languedoc: Histoire generale de Languedoc, París, J. Vicent, 1730-45, 5 vols., dejando Vaissette un compendio de la Historia de Languedoc, 1740, 6 vols. y una geografía universal en 4 vols. in-4º y en 12 vols. in-12º.
Los manuscritos originales de la obra de Guillaume Bardin, según German La Faille, síndico de Toulouse, quien escribió los anales de la villa de Toulouse de 1515 hasta 1662, se hallaban en la biblioteca del canciller Pierre Séguier y en la del ministro Jean-Baptiste Colbert.

## Obras
- Historia chronologica parlamentorum patriae occitanie (1031-1454)
- Traduction d'un ancien manuscrit latin, contenant plusieurs choses curieuses touchant la Province de Languedoc,...., 1698.